# 1628 a tudományban
Az 1628. év a tudományban és a technikában.

## Események
- William Harvey publikálja Exercitatio Anatomica de Motu Cordis et Sanguinis in Animalibus című könyvét, melyben leírja a vérkeringésről tett felfedezéseit.[1]

## Születések
- március 10. – Marcello Malpighi pszichológus († 1694)